# 魏家楼镇
魏家楼镇，是中华人民共和国陕西省榆林市横山区下辖的一个乡镇级行政单位。

## 行政区划
魏家楼镇下辖以下地区：
魏家楼村、瓦窑渠村、杨家楼村、拓家峁村、五家峁村、梁西山村、枣坪村、肖崖村、庙湾村、麒麟沟村、郑寨村、宁洲关村、双城村、田家焉村、孔家焉村、王梁村、安梁村、刘家河村、柏树渠村、元峁村、月有山村、沈石畔村、岗城村、柴家河村和沈家壕村。